# 湖北牛蛭
湖北牛蛭（学名：Poecilobdella hubeiensis）为医蛭科牛蛭属的动物。在中国大陆，分布于湖北、湖南等地，多栖息于湖边、池塘及水坑里。该物种的模式产地在湖北武昌。